# مدس بچ سورنسن

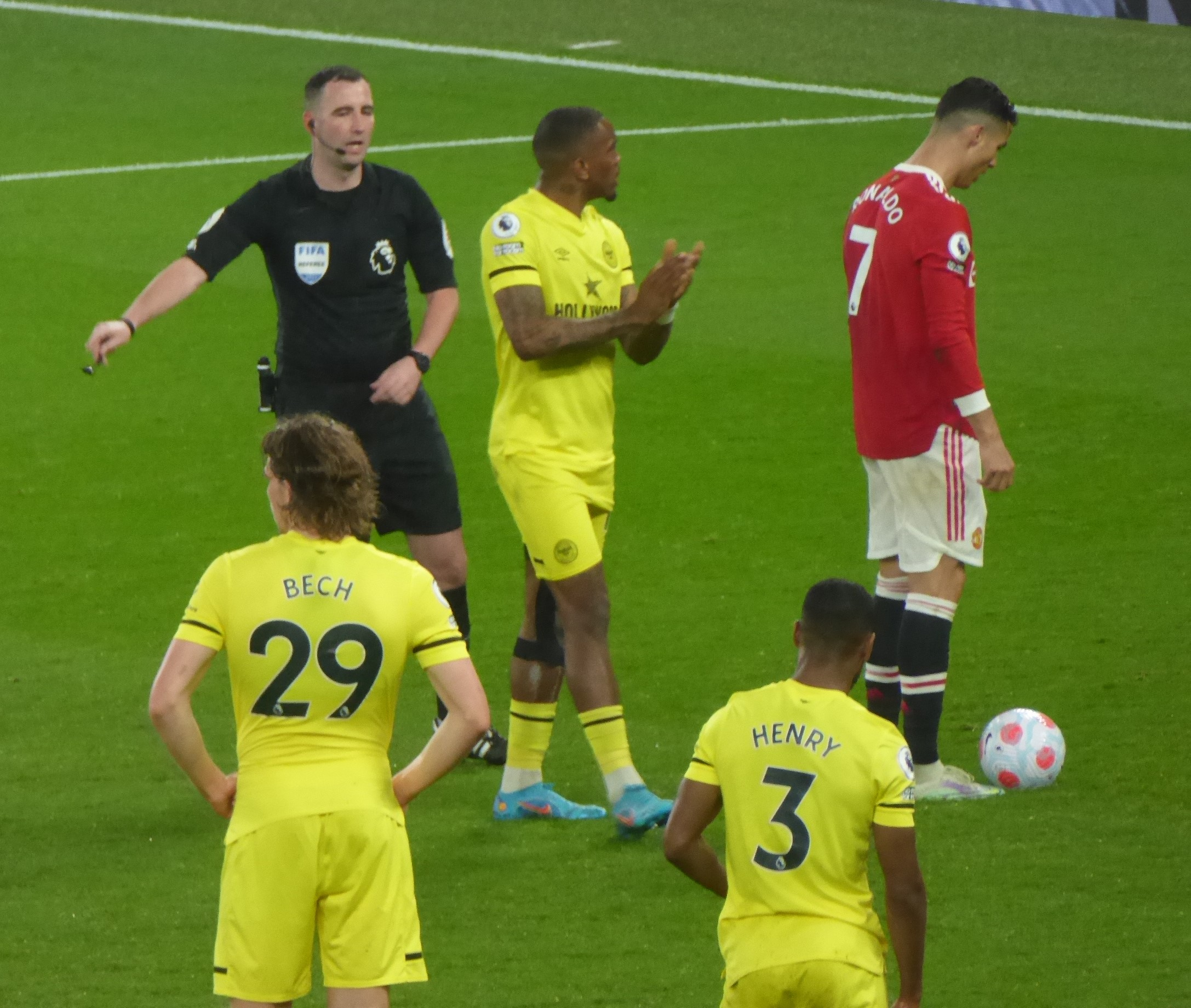
مدس بچ سورنسن، پیراهن شماره ۲۹

مدس بچ سورنسن (زاده ۷ ژانویه ۱۹۹۹)، که گاهی با نام مدس بچ نیز شناخته می‌شود، یک فوتبالیست حرفه‌ای دانمارکی است که به عنوان مدافع میانی برای باشگاه فوتبال برنتفورد در لیگ برتر فوتبال انگلیس بازی می‌کند. سورنسن کار خود را در زادگاهش دانمارک با باشگاه فوتبال هورسنس آغاز کرد و در سطح جوانان در تیم ملی فوتبال دانمارک نیز بازی کرده‌است.

## زندگی شخصی
سورنسن قبل از روی آوردن به فوتبال، حرفه ورزشی خود را به عنوان یک بازیکن هندبال آغاز کرد. او طرفدار آرسنال است.